# 달산초등학교
달산초등학교는 대한민국 부산광역시 기장군 정관읍 달산리에 있는 공립 초등학교이다.

## 연혁
- 2014년 5월 1일 : 개교
- 2024년 5월 1일 : 개교 10주년